# Sorley Boy MacDonnell
Somhairle Buidhe Mac Domhnaill , que significa Somhairle del pelo rubio, hijo de Donnell (anglicado como Sorley Boy MacDonnell, o MacDonald en Escocia) (c. 1505 - 1590) fue un jefe escocés irlandés, hijo de Alexander MacDonnell, señor de Islay y Kintyre (Cantire) y de Catherine, hija del Señor de Ardnamurcha. Nació en el Castillo de Dunanynie, cerca de Ballycastle, condado de Antrim, Irlanda. Consiguió afianzar la situación de los MacDonnell en Antrim, pese a los esfuerzos de Inglaterra y de los jefes irlandeses del Ulster, como Shane O'Neill, por devolverles a Escocia

## Clan MacDonnell
Los MacDonnells de Antrim eran una rama del poderoso Clan Donald (ver Señor de las Islas) de Escocia. Los sucesivos gobiernos ingleses, interesados en influir de alguna forma en la política escocesa, habían tratado de ganarse la confianza del clan desde comienzos del siglo XIV. A finales de ese siglo, un antepasado de Sorley se había casado con Margaret Bisset, heredera del territorio de Glyns, en Antrim, lo que daba fundamento a las reclamaciones de los MacDonnells de un señorío en Irlanda. La emigración de los MacDonnel a Glynns y a la isla de Rathlin se incrementó a principios del siglo XVI, tras la negativa del clan a apoyar al cada vez más poderoso Jacobo IV de Escocia.
Este aumento de población escocesa, hizo que los ingleses temieran la formación de una quinta columna (junto a los clanes irlandeses del Ulster) que acabara desembocando en una invasión escocesa de Irlanda del estilo de la protagonizada por Edward Bruce a principios del siglo XIV.
Los inmigrantes escoceses se disperaron por los cercanos territorios de Clandeboy y the Route. Además, la política de Jacobo V de acercamiento al clan Campbell, rival de los Donald, incentivó aún más la emigración de los miembros de este clan a Irlanda; no obstante, los Donald recuperaron el favor real durante la década de los 30, cuando Jacobo V les devolvió territorios de Kyntire e Islay y les animó a proseguir con su expansión irlandesa. Este periodo concluyó tras la derrota de Belahoe en 1539, cuando un ejército irlandoescocés (en el que figuraban los MacDonnells) fue derrotado por los ingleses: esto supuso el fin de los planes escoceses de invadir Irlanda.

## Líder militar
Tras los sucesos anteriores, los MacDonnells se vieron obligados a luchar contra los gobiernos inglés y escocés para poder mantener sus tierras en las islas occidentales de Escocia y en The Route. Fue en esta época y en las décadas que siguieron cuando la figura de Sorley Boy alcanzó su máximo poder. Desde mediados del siglo XVI, el gobierno inglés de Dublín comenzó a hacer esfuerzos para expulsar a los MacDonnells del Ulter. Durante la primera campaña, que se inició en 1550, Sorley Boy fue hecho prisionero y enviado al castillo de Dublín, donde permaneció confinado por 12 meses, hasta que fue intercambiado por un prisionero inglés en manos de su hermano James, por entonces jefe del clan
Tras ser liberado, Sorley Boy consiguió un gran rescate tras secuestrar al condestable del castillo de Carrickfergus e inició una campaña para dominar a otro clan escocés del Ulster, los MacQuillan. Este clan dominaba el norte de Antrim - la Route - desde su fortaleza del castillo de Dunluce en la desembocadura del río Bush.
En 1558, el jefe de MacDonnell se hizo con el Señorío de the Route a la muerte de su hermano Colla, y Sorley Boy reunió un ejército para enfrentarse a los MacQuillans. Desembarcó en Marketon Bay en julio de 1559, donde los MacQuillans habían establecido una posición a los pies de Glenshesk, y los atacó en Beal a Faula, infrigiéndoles severas pérdidas y empujándolos al sur.
Ahora, Sorley Boy era demasiado poderoso y problemático como para ser ignorado por la reina Isabel I y sus ministros, que estaban teniendo problemas con el otro gran caudillo del Ulster, Shane O'Neill. Durante los siguientes veinte años, la historia del Ulster sería un continuo trajín de alianzas y conflictos entre MacDonnells, O'Neills y O'Donnells, y los intentos del gobierno inglés por imponer su autoridad en la zona, que no dudaría en enfrentar a los tres clanes entre sí con el fin de conseguir someterlos a todos. Por suerte para la reina, el triunfo de la revolución Protestante en Escocia en 1560, eliminó el peligro de invasión de Irlanda por parte de los escoceses. En ese momento, Shane O'Neill había emparentado con el clan Campbell, enemigo de los MacDonnell, pese a que Sorley Boy estaba casado con una hermanastra del propio Shane

## Jefe del Clan
A la ascensión al trono de Isabel I, Sorley Boy se había sometido a la autoridad inglesa ejercida por el conde de Sussex, Lord Diputado de Irlanda, siendo confirmado en sus propiedades en Irlanda. En 1562, Shane O'Neill visitó a la reina en Londres, donde fue reconocido como jefe de los O'Neill por Isabel I. Pero en 1563, el conde de Sussex inició una campaña contra O'Neill, siendo secundado por Sorley Boy. Sussex fracasó en su intento y abandonó las operaciones, tras lo cual O'Neill lanzó una contundente ofensiva contra los MacDonnells, en un intento de expulsar a los escoceses de Irlanda: derrotó a Sorley Boy en un encuentro cerca de Coleraine en el verano de 1564 devastando sus tierras; en 1565 invadió el territorio de Glynns, destruyendo cuanto asentamiento escocés encontró a su paso, y consiguió una decisiva victoria contra los MacDonnells en la batalla de Glentasie, en la que Sorley Boy y su hermano James fueron hechos prisioneros y que abrió al irlandés las puertas del castillo de Dunluce.
Aunque James murió poco después, Sorley Boy permaneció en manos de Shane hasta 1567 y durante ese periodo consiguió ganarse la confianza de O'Neill. Tras su inesperada derrota en Farsetmore, O'Neill buscó refugio entre los MacDonnells, llevando con él a Sorley Boy y a Agnes, viuda de James, en un intento por asegurarse el apoyo escocés. Sin embargo, durante un festín celebrado en Cushendun, y con la posible aprobación del nuevo lord diputado de Irlanda, Henry Sidney, O'Neill fue asesinado por sus anfitriones. Sorley Boy partió entonces hacia Escocia, de donde regresó acompañado por 600 redshanks, ante los que juró no abandonar Irlanda jamás.
En 1569, una nueva alianza entre O'Neills y MacDonnells fue sellada con el matrimonio en la isla de Rathlin entre el sucesor de Shane, Turlough Luineach O'Neill, y Agnes, la viuda de James MacDonnell. Durante los siguientes años, Sorley Boy se dedicó a anular los planes de Sir Thomas Smith y del conde de Essex de poblar el Ulster con colonos ingleses. Ansioso de llegar a acuerdos con la corona que reconociesen sus derechos en Irlanda, se topó sin embargo con un Essex decidido a someterlo completamente. Tras huir a Escocia, Sorley Boy regresó a Irlanda e intentó sin éxito conquistar el castillo de Carrickfergus. Consiguió entonces llegar a un acuerdo con Smith, que se mostró dispuesto a apoyarle en sus reivindicaciones sobre The Route a condición de adoptar la religión protestante. En 1573, fueron enviadas a Sorley Boy una serie de cartas afirmativas, pero Essex consiguió frustarlas con sus planes de colonización; no obstante, Sorley Boy consiguió salvar su posición al fracasar las negociaciones para una retirada escocesa del Ulster entre Essex, el regente escocés y Archibald Campbell, V conde de Argyll.
Essex contraatacó y derrotó a Sorley Boy en las cercanías del castillo de Toome, en la salida del río Bann. Essex tuvo que retirarse después hacia Carrickfergus debido a la escasez de provisiones, pero organizó un operativo con la idea de expulsar a los escoceses del Ulster. Bajo el mando de John Norreys y Francis Drake, se enviaron tropas desde Carrickfergus a la isla de Rathlin, donde Sorley Boy y sus principales jefes habían enviado a sus familias y bienes por motivos de seguridad; y mientras el caudillo se encontraba en Ballycastle, en torno a 700 mujeres y niños fueron masacrados por los ingleses. Sorley Boy respondió atacando Carrickfergus y aplastando a la guarnición que protegía el castillo con una carga de Highlanders; consiguió restablecer su poder en los Glynns y en the Route, pese a los infructuosos intentos de los MacQuillans.
A la vista de la situación, el Lord Diputado Sidney decidió pactar un alto el fuego, aunque apoyaba las reivindicaciones de los MacQuillans sobre the Route, y la de los sobrinos de Sorley Boy (hijos de Agnes y James) sobre los Glens -en una maniobra del clan Campbell, apoyada por Turlough Luineach O'Neill, actual marido de Agnes. Sidney cursó la solicitud de reconocimiento de Sorley Boy, sin que se recibiera respuesta alguna. Los MacDonnells reforzaron su posición mediante una alianza con Turlough Luineach y gracias a una formidable inmigración de seguidores desde las islas de Escocia

## Ambición cumplida
Durante varios años, la situación política en el Ulster se mantuvo estable. Pero en 1584, Sir John Perrot, el nuevo Lord Diputado, encabezó un ejército con la intención de expulsar definitivamente a los Escoceses. Tras visitar Escocia en busca de refuerzos, Sorley Boy desembarcó en Cushendun en enero de 1585 con un considerable ejército pero, tras algunos éxitos iniciales, fue expulsado a Escocia, donde se mostró dispuesto a aceptar los acuerdos ofrecidos tiempo atrás por Sidney; Perrot rechazó el ofrecimiento, y Sorley Boy regresó a Irlanda y consiguió tomar el castillo de Dunluce, tras lo que Perrot aceptó negociar con Sorley Boy, que en el verano de 1586 se sometió al representante de Isabel I en Dublín. Cuando se le mostró la cabeza cortada de su hijo, clavada en la verja del castillo de Dublín, Sorley Boy dio la memorable respuesta "Mi hijo tenía muchas cabezas".
Tras someterse, Sorley Boy consiguió por fin la concesión para él y sus herederos de la mayor parte de the Route, entre los ríos Bann y Bush (en la zona conocida como the Boys), con algunas otras tierras hacia el este, y fue nombrado condestable del castillo de Dunluce. Un mes antes, uno de los sobrinos de Sorley Boy había recibido la concesión de la mayor parte de los Glynns. En la misma época se firmó el Tratado de Berwick, por el que se reconocía el derecho del clan MacDonnell a permanecer en Irlanda.
Sorley Boy no volvió a dar problemas al gobierno inglés, aunque ayudó a los supervivientes de la Armada Invencible a escapar de Irlanda en 1588 (véase La Girona). Falleció en 1590 en el castillo de Dunanynie y fue enterrado en Bonamargy Friary, en Ballycastle, lugar tradicional de enterramiento de los MacDonnell.

## Matrimonios y descendencia
Sorley Boy se casó dos veces: su primera esposa, Mary O'Neill era hija de Conn O'Neill, I conde de Tyrone y de este primer matrimonio nacieron varios hijos, los MacSorleys: de ellos, dos fueron asesinados; otro, Randal, fue nombrado conde de Antrim y es el antepasado del actual poseedor del título y recibió la renovación de las concesiones de the Route y Glynns de manos de Jacobo I de Inglaterra.
En 1588, cuando tenía más de ochenta años, contrajo matrimonio nuevamente, esta vez con una hija de Turlough Luineach O'Neill, pariente de su primera mujer.